# Pterolophia tricoloripennis
Pterolophia tricoloripennis är en skalbaggsart som beskrevs av Stefan von Breuning 1961. Pterolophia tricoloripennis ingår i släktet Pterolophia och familjen långhorningar. Inga underarter finns listade i Catalogue of Life.